# 凡巴赫
凡巴赫是德国图林根州的一个市镇。总面积18.36平方公里，总人口2219人，其中男性1113人，女性1106人（2011年12月31日），人口密度121人/平方公里。